# Anthon Charmig
Anthon Charmig (* 25. března 1998) je dánský profesionální silniční cyklista jezdící za UCI WorldTeam Astana Qazaqstan Team.

## Hlavní výsledky
2014
Národní šampionát
2. místo časovka juniorů
2015
Národní šampionát
 vítěz časovky juniorů
2. místo silniční závod juniorů
Trophée Centre Morbihan
 celkový vítěz
 vítěz soutěže mladých jezdců
Aubel–Thimister–La Gleize
2. místo celkově
2. místo Trofeo Emilio Paganesi
Tour du Pays de Vaud
3. místo celkově
 vítěz soutěže mladých jezdců
2016
4. místo Trofeo Emilio Paganesi
2019
vítěz Taiwan KOM Challenge
2020
Mistrovství Evropy
 2. místo silniční závod do 23 let
Randers Bike Week
3. místo celkově
2021
Kolem Norska
 vítěz vrchařské soutěže
Alpes Isère Tour
2. místo celkově
Kolem Turecka
6. místo celkově
Danmark Rundt
7. místo celkově
2022
Sazka Tour
2. místo celkově
Kolem Ománu
5. místo celkově
 vítěz soutěže mladých jezdců
vítěz 3. etapy
Saudi Tour
7. místo celkově
Tour de Hongrie
9. místo celkově
Danmark Rundt
10. místo celkově
2023
Národní šampionát
4. místo silniční závod

### Výsledky na Grand Tours
| Grand Tour      | 2023 | 2024 |
| --------------- | ---- | ---- |
| Giro d'Italia   | —    | —    |
| Tour de France  | 99   | —    |
| Vuelta a España | —    | —    |

| —   | Nezúčastnil se |
| DNF | Nedokončil     |